# Giovanni Balducci

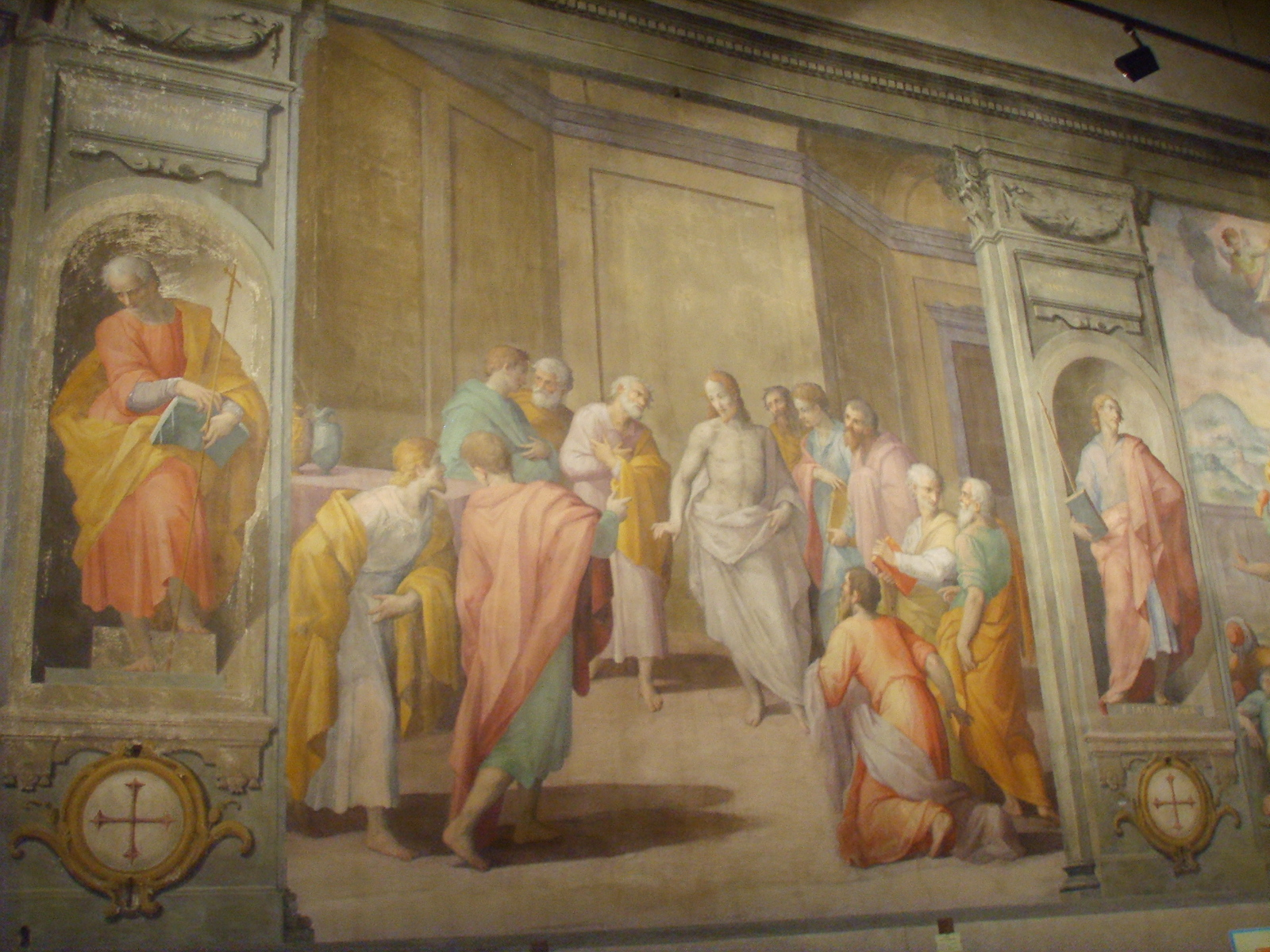
Cena in Emmaus, affresco, oratorio di Gesù Pellegrino, Firenze.

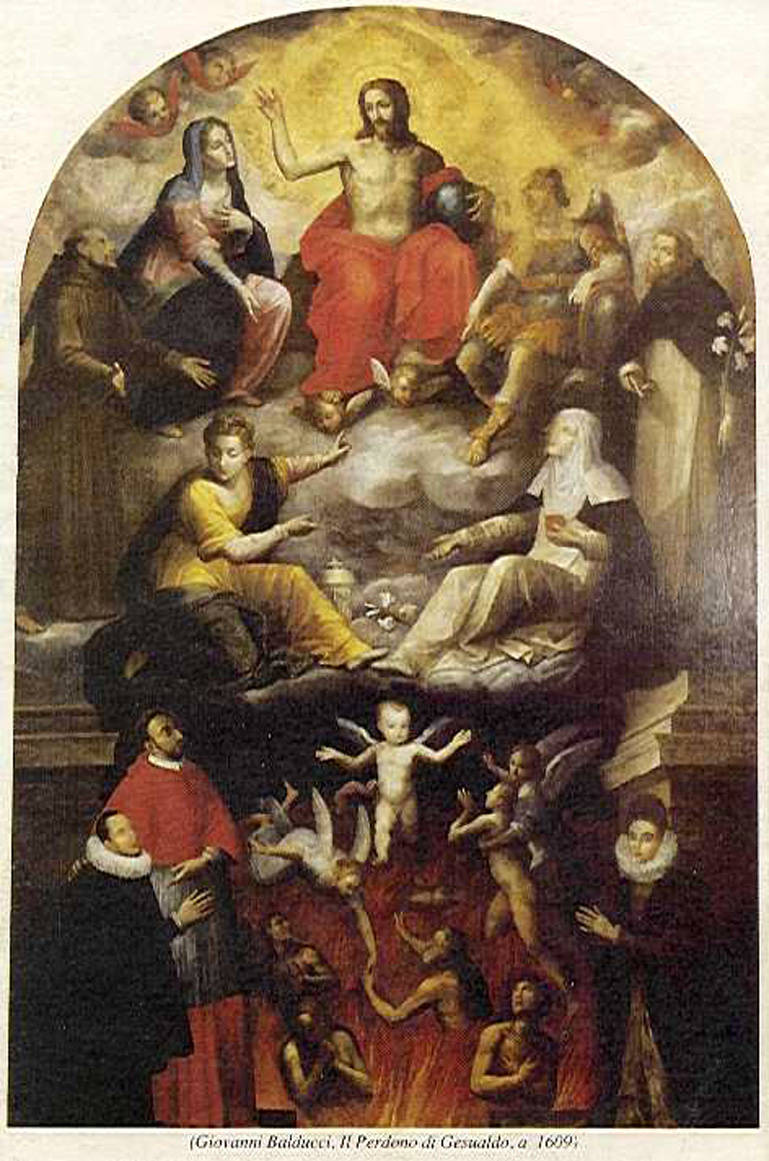
Pala del Perdono di Carlo Gesualdo, pala d'altare, Chiesa santa Maria delle Grazie, Gesualdo.

Giovanni Balducci, detto il Cosci (Firenze, 1560 – Napoli, dopo il 1631), è stato un pittore italiano.

## Biografia
Si formò a bottega da Giovanni Battista Naldini, a sua volta influenzato da Giorgio Vasari e dal tardo manierismo fiorentino. Tra il 1575 e il 1579 il Balducci collaborò con Federico Zuccari al completamento degli affreschi del Giudizio Universale della cupola di Santa Maria del Fiore a Firenze. Si iscrisse all'Accademia delle arti del disegno nel 1578.
Nel 1577 e nel 1580 lavorò con il Naldini agli affreschi nella Cappella Altoviti della Chiesa della Trinità dei Monti a Roma. Tornato a Firenze, prese parte al gruppo di artisti capeggiati da Alessandro Allori che decorarono i soffitti dei corridoi all'ultimo piano degli Uffizi.
Tra il 1581 e il 1584 partecipa alla decorazione del chiostro grande di s. Maria Novella in Firenze con ben quattro lunette: Nascita di Gesù, La lavanda dei piedi, la deposizione del corpo di s. Domenico nel sepolcro, s. Antonino entra a Firenze in veste di arcivescovo.
Per le nozze di Ferdinando I de' Medici con Cristina di Lorena fu mobilitato, al pari di quasi tutte le botteghe di pittori della città, alla creazione di apparati e scenografie magnificenti. In particolare prestò la sua opera in Santa Maria del Fiore, dove rimane un'Ultima Cena da lui dipinta. Lo stesso anno dipinse il matrimonio mistico di Santa Caterina che si trova nella chiesa di Sant'Agostino a San Gimignano.
Dal 1588 al 1590, per il cardinale Alessandro de' Medici dipinse quello che è considerato il suo capolavoro, un ciclo di scene della Vita del Cristo nell'Oratorio dei Pretoni, conosciuto anche come oratorio di Gesù Pellegrino, in Via San Gallo a Firenze.
Nella sua pittura convivono echi del classicismo quattrocentesco, soprattutto nella resa dei volti, con i caratteri più schiettamente devozionali della pittura sacra fiorentina di quel periodo, dominata dall'influenza di Santi di Tito. Tra il 1590 e 1591, di nuovo con il Naldini, lavorò alla decorazione del Duomo di Volterra, per esempio dipingendo il Miracolo dei pani e dei pesci nella Cappella Serguidi. La Natività a Volterra è datata 1592.
Con il nuovo secolo si trasferì a Napoli, dove pure fu molto attivo. Al periodo napoletano e alle sue influenze spagnoleggianti, viene attribuita la pala d'altare del Perdono di Carlo Gesualdo datata 1609, di pregiatissimo rilievo, oggi custodita nella chiesa di Santa Maria delle Grazie di Gesualdo, in provincia di Avellino. Morì a Napoli dopo il 1631 e fu sepolto nelle Catacombe di San Gaudioso dove finora si può vedere il suo teschio incastrato nel muro con un corpo dipinto al di sotto.

## Alcune opere
- San Domenico che dispensa il rosario, Napoli, Basilica di Santa Maria della Sanità
- Martirio di San Pietro Martire, Napoli, Basilica di Santa Maria della Sanità
- Il Perdono di Gesualdo, Gesualdo, Chiesa di Santa Maria delle Grazie
- Madonna col Bambino, Summonte, Chiesa Madre di San Nicola di Bari
- Soffitto a cassettoni, Maddaloni, Chiesa dell'Annunziata
- Diana e Atteone
- Sette Opere di Misericordia, Napoli, Oratorio della Confraternita dei Nobili di Santa Maria della Misericordia ai Vergini
- Madonna col Bambino tra i santi Giorgio e Severo, Napoli, Chiesa di San Giorgio Maggiore
- Presentazione al Tempio; Le Nozze di Cana; Gesù in casa del fariseo, Napoli, Museo Nazionale di Capodimonte
- Angelo Custode, Napoli, Quadreria dei Girolamini
- Sacra Famiglia, Napoli, Chiesa di San Giovanni Battista delle Monache (trasferita in altra sede)
- Riposo nella fuga in Egitto, olio su tela, 80x105 cm, Galleria dell'Accademia (Napoli)